# Asarum petelotii
Asarum petelotii O.C.Schmidt – gatunek rośliny z rodziny kokornakowatych (Aristolochiaceae Juss.). Występuje naturalnie w Wietnamie oraz południowych Chinach (w południowej części Junnanu). 

## Morfologia
PokrójBylina tworząca kłącza.
LiściePojedyncze, mają kształt od trójkątnie owalnego do podłużnie oszczepowatego. Mierzą 13–21 cm długości oraz 6,5–13 cm szerokości. Blaszka liściowa jest o zbiegającej po ogonku lub oszczepowatej nasadzie i długo spiczastym wierzchołku. Ogonek liściowy jest nagi i dorasta do 8–23 cm długości.
KwiatySą promieniste, obupłciowe, pojedyncze. Okwiat ma dzwonkowaty kształt i barwę od purpurowej do purpurowo zielonkawej, dorasta do 4–5 cm długości oraz 4–5 cm szerokości. Listki okwiatu mają owalny kształt. Zalążnia jest niemal dolna z wolnymi słupkami.

## Biologia i ekologia
Rośnie w lasach. Występuje na wysokości od 1100 do 1700 m n.p.m. Kwitnie od lutego do maja.